# Mémoire nucléaire
 (novembre 2008).
Si vous disposez d'ouvrages ou d'articles de référence ou si vous connaissez des sites web de qualité traitant du thème abordé ici, merci de compléter l'article en donnant les références utiles à sa vérifiabilité et en les liant à la section « Notes et références ».
Les fibres chromatiniennes se condensent autour de certains éléments du nucleosquelette auxquelles elles restent associées. Le schéma de l’organisation nucléaire est ainsi préservé au sein de l’architecture des chromosomes.
Lors de la vésicularisation de l’enveloppe nucléaire, les lamines B, qui ne se dépolymérise pas, vont rester fixer aux télomères des chromosomes mitotiques qui demeurent confinés dans le cocon de microfilament intermédiaires.
Ces deux mécanismes permettent la mémoire de l’organisation nucléaire et donc de conserver l’expression génique dans une lignée cellulaire donnée.